# Peter Luczak
Peter Luczak (Varsóvia, 31 de Agosto de 1979) é um tenista profissional nascido na Polônia, mas representa a Austrália.
Ele se profissionalizou depois de passar pelo tênis universitário americano, no ano de 2000. Seu melhor resultado em um Grand Slam foi quando venceu Olivier Rochus no Open da Austrália de 2003.
Em 2007 estreou na Copa Davis pela Austrália, quando enfrentou Bélgica e Sérvia.

## Conquistas

### Simples
- 2002 Challenger de Granby, Canadá
- 2004 Challenger de Camberra, Austrália
- 2004 Challenger de Kosice, Eslováquia
- 2005 Challenger de Caloundra, Austrália
- 2007 Challenger de Fès, Marrocos
- 2007 Challenger de Maspalomas, Espanha
- 2007 Challenger de Furth, Alemanha
- 2007 Challenger de Bytom, Polônia